# Tour de Belgique 1980
La 64e édition du Tour de Belgique a eu lieu du 6 au 10 avril 1980. Elle a été remportée par le Néerlandais.

## Présentation

### Équipes
| Équipes professionnelles (9)- TI-Raleigh-Creda - IJsboerke-Warncke Eis - Sanson-Campagnolo - Splendor-Admiral - Boule d'Or-Sunair-Colnago - Vermeer-Thijs-Mini-Flat - La Redoute-Motobécane - Marc-Carlos-V.R.D.-Woningbouw - DAF Trucks-Lejeune |
| |

## Étapes
Cette édition comporte six étapes dont deux demi-étapes. La deuxième étape est un contre-la-montre par équipes.
| Étape      | Date    | Villes étapes                                 | type                         | Distance (km) | Vainqueur d'étape | Leader du classement général |
| ---------- | ------- | --------------------------------------------- | ---------------------------- | ------------- | ----------------- | ---------------------------- |
| 1re étape  | 6 avr.  | Anvers – Ypres                                |                              | 190           | Marc Renier       |                              |
| 2e étape   | 7 avr.  | Ypres – Mouscron                              | contre-la-montre par équipes | 38            | TI-Raleigh-Creda  |                              |
| 3e étape   | 8 avr.  | Mouscron – région métropolitaine de Bruxelles |                              | 198           | Jan Raas          |                              |
| 4e a étape | 9 avr.  | région métropolitaine de Bruxelles – Waremme  |                              | 103           | Alfons De Wolf    |                              |
| 4e b étape | 9 avr.  | Waremme – Beringen                            |                              | 88            | Ludo Peeters      |                              |
| 5e étape   | 10 avr. | Beringen – Liège                              |                              | 176           | Daniel Willems    | Gerrie Knetemann             |

## Déroulement de la course

### 1reétape
| \| Classement de l'étape \| Classement de l'étape \| Classement de l'étape \| Classement de l'étape \| Classement de l'étape \| \| Coureur \| Coureur \| Pays \| Équipe \| Temps \| \| --------------------- \| --------------------- \| --------------------- \| ----------------------------- \| --------------------- \| \| 1er \| Marc Renier \| Belgique \| Marc-Carlos-V.R.D.-Woningbouw \| 4 h 28 min 20 s \| \| 2e \| Roger De Vlaeminck \| Belgique \| Boule d'Or-Studio Casa \| + 0 s \| \| 3e \| Francesco Moser \| Italie \| Sanson-Campagnolo \| + 0 s \| |                    |          |                               |                 |
| |                    |          |                               |                 |
| Source : Cycling Archives |                    |          |                               |                 |
| Classement de l'étape |                    |          |                               |                 |
| Coureur | Coureur            | Pays     | Équipe                        | Temps           |
| 1er | Marc Renier        | Belgique | Marc-Carlos-V.R.D.-Woningbouw | 4 h 28 min 20 s |
| 2e | Roger De Vlaeminck | Belgique | Boule d'Or-Studio Casa        | + 0 s           |
| 3e | Francesco Moser    | Italie   | Sanson-Campagnolo             | + 0 s           |

| \| Classement général \| Classement général \| Classement général \| Classement général \| Classement général \| \| Coureur \| Coureur \| Pays \| Équipe \| Temps \| \| ------------------ \| ------------------ \| ------------------ \| ------------------ \| ------------------ \| |         |      |        |       |
| |         |      |        |       |
| Source : Cycling Archives |         |      |        |       |
| Classement général |         |      |        |       |
| Coureur | Coureur | Pays | Équipe | Temps |

### 2eétape
| \| Classement de l'étape \| Classement de l'étape \| Classement de l'étape \| Classement de l'étape \| Classement de l'étape \| Classement de l'étape \| \| Équipe \| Équipe \| Pays \| Temps \| Écart de temps \| Vitesse moy. \| \| --------------------- \| ------------------------- \| --------------------- \| --------------------- \| --------------------- \| --------------------- \| \| 1re \| TI-Raleigh-Creda \| Pays-Bas \| 2 h 20 min 42 s \| 2 h 20 min 42 s \| \| \| 2e \| Boule d'Or-Sunair-Colnago \| Belgique \| 2 h 21 min 36 s \| + 54 s \| \| \| 3e \| Sanson-Campagnolo \| Italie \| 2 h 23 min 00 s \| + 2 min 18 s \| \| |                           |          |                 |                 |              |
| |                           |          |                 |                 |              |
| Source : Cycling Archives |                           |          |                 |                 |              |
| Classement de l'étape |                           |          |                 |                 |              |
| Équipe | Équipe                    | Pays     | Temps           | Écart de temps  | Vitesse moy. |
| 1re | TI-Raleigh-Creda          | Pays-Bas | 2 h 20 min 42 s | 2 h 20 min 42 s |              |
| 2e | Boule d'Or-Sunair-Colnago | Belgique | 2 h 21 min 36 s | + 54 s          |              |
| 3e | Sanson-Campagnolo         | Italie   | 2 h 23 min 00 s | + 2 min 18 s    |              |

| \| Classement général \| Classement général \| Classement général \| Classement général \| Classement général \| \| Coureur \| Coureur \| Pays \| Équipe \| Temps \| \| ------------------ \| ------------------ \| ------------------ \| ------------------ \| ------------------ \| |         |      |        |       |
| |         |      |        |       |
| Source : Cycling Archives |         |      |        |       |
| Classement général |         |      |        |       |
| Coureur | Coureur | Pays | Équipe | Temps |

### 3eétape
| \| Classement de l'étape \| Classement de l'étape \| Classement de l'étape \| Classement de l'étape \| Classement de l'étape \| \| Coureur \| Coureur \| Pays \| Équipe \| Temps \| \| --------------------- \| --------------------- \| --------------------- \| --------------------- \| --------------------- \| \| 1er \| Jan Raas \| Pays-Bas \| TI-Raleigh-Creda \| 4 h 45 min 49 s \| \| 2e \| Cees Priem \| Pays-Bas \| TI-Raleigh-Creda \| + 0 s \| \| 3e \| Paul Sherwen \| Royaume-Uni \| La Redoute-Motobécane \| + 0 s \| |              |             |                       |                 |
| |              |             |                       |                 |
| Source : Cycling Archives |              |             |                       |                 |
| Classement de l'étape |              |             |                       |                 |
| Coureur | Coureur      | Pays        | Équipe                | Temps           |
| 1er | Jan Raas     | Pays-Bas    | TI-Raleigh-Creda      | 4 h 45 min 49 s |
| 2e | Cees Priem   | Pays-Bas    | TI-Raleigh-Creda      | + 0 s           |
| 3e | Paul Sherwen | Royaume-Uni | La Redoute-Motobécane | + 0 s           |

| \| Classement général \| Classement général \| Classement général \| Classement général \| Classement général \| \| Coureur \| Coureur \| Pays \| Équipe \| Temps \| \| ------------------ \| ------------------ \| ------------------ \| ------------------ \| ------------------ \| |         |      |        |       |
| |         |      |        |       |
| Source : Cycling Archives |         |      |        |       |
| Classement général |         |      |        |       |
| Coureur | Coureur | Pays | Équipe | Temps |

### 4eétape secteur a
| \| Classement de l'étape \| Classement de l'étape \| Classement de l'étape \| Classement de l'étape \| Classement de l'étape \| \| Coureur \| Coureur \| Pays \| Équipe \| Temps \| \| --------------------- \| --------------------- \| --------------------- \| ----------------------- \| --------------------- \| \| 1er \| Alfons De Wolf \| Belgique \| Boule d'Or-Studio Casa \| 2 h 21 min 10 s \| \| 2e \| Roger De Vlaeminck \| Belgique \| Boule d'Or-Studio Casa \| + 4 s \| \| 3e \| Walter Planckaert \| Belgique \| Vermeer-Thijs-Mini-Flat \| + 4 s \| |                    |          |                         |                 |
| |                    |          |                         |                 |
| Source : Cycling Archives |                    |          |                         |                 |
| Classement de l'étape |                    |          |                         |                 |
| Coureur | Coureur            | Pays     | Équipe                  | Temps           |
| 1er | Alfons De Wolf     | Belgique | Boule d'Or-Studio Casa  | 2 h 21 min 10 s |
| 2e | Roger De Vlaeminck | Belgique | Boule d'Or-Studio Casa  | + 4 s           |
| 3e | Walter Planckaert  | Belgique | Vermeer-Thijs-Mini-Flat | + 4 s           |

| \| Classement général \| Classement général \| Classement général \| Classement général \| Classement général \| \| Coureur \| Coureur \| Pays \| Équipe \| Temps \| \| ------------------ \| ------------------ \| ------------------ \| ------------------ \| ------------------ \| |         |      |        |       |
| |         |      |        |       |
| Source : Cycling Archives |         |      |        |       |
| Classement général |         |      |        |       |
| Coureur | Coureur | Pays | Équipe | Temps |

### 4eétape secteur b
| \| Classement de l'étape \| Classement de l'étape \| Classement de l'étape \| Classement de l'étape \| Classement de l'étape \| \| Coureur \| Coureur \| Pays \| Équipe \| Temps \| \| --------------------- \| --------------------- \| --------------------- \| ---------------------- \| --------------------- \| \| 1er \| Ludo Peeters \| Belgique \| IJsboerke-Warncke Eis \| 2 h 21 min 08 s \| \| 2e \| Gerrie Knetemann \| Pays-Bas \| TI-Raleigh-Creda \| + 0 s \| \| 3e \| Roger De Vlaeminck \| Belgique \| Boule d'Or-Studio Casa \| + 24 s \| |                    |          |                        |                 |
| |                    |          |                        |                 |
| Source : Cycling Archives |                    |          |                        |                 |
| Classement de l'étape |                    |          |                        |                 |
| Coureur | Coureur            | Pays     | Équipe                 | Temps           |
| 1er | Ludo Peeters       | Belgique | IJsboerke-Warncke Eis  | 2 h 21 min 08 s |
| 2e | Gerrie Knetemann   | Pays-Bas | TI-Raleigh-Creda       | + 0 s           |
| 3e | Roger De Vlaeminck | Belgique | Boule d'Or-Studio Casa | + 24 s          |

| \| Classement général \| Classement général \| Classement général \| Classement général \| Classement général \| \| Coureur \| Coureur \| Pays \| Équipe \| Temps \| \| ------------------ \| ------------------ \| ------------------ \| ------------------ \| ------------------ \| |         |      |        |       |
| |         |      |        |       |
| Source : Cycling Archives |         |      |        |       |
| Classement général |         |      |        |       |
| Coureur | Coureur | Pays | Équipe | Temps |

### 5eétape
| \| Classement de l'étape \| Classement de l'étape \| Classement de l'étape \| Classement de l'étape \| Classement de l'étape \| \| Coureur \| Coureur \| Pays \| Équipe \| Temps \| \| --------------------- \| --------------------- \| --------------------- \| --------------------- \| --------------------- \| \| 1er \| Daniel Willems \| Belgique \| IJsboerke-Warncke Eis \| 4 h 17 min 53 s \| \| 2e \| Sean Kelly \| Irlande \| Splendor-Admiral \| + 17 s \| \| 3e \| Guido Van Calster \| Belgique \| Splendor-Admiral \| + 17 s \| |                   |          |                       |                 |
| |                   |          |                       |                 |
| Source : Cycling Archives |                   |          |                       |                 |
| Classement de l'étape |                   |          |                       |                 |
| Coureur | Coureur           | Pays     | Équipe                | Temps           |
| 1er | Daniel Willems    | Belgique | IJsboerke-Warncke Eis | 4 h 17 min 53 s |
| 2e | Sean Kelly        | Irlande  | Splendor-Admiral      | + 17 s          |
| 3e | Guido Van Calster | Belgique | Splendor-Admiral      | + 17 s          |

## Classements finals

### Classement général final
| \| Classement général \| Classement général \| Classement général \| Classement général \| Classement général \| \| Coureur \| Coureur \| Pays \| Équipe \| Temps \| \| ------------------ \| ------------------ \| ------------------ \| ---------------------- \| ------------------ \| \| 1er \| Gerrie Knetemann \| Pays-Bas \| TI-Raleigh-Creda \| 19 h 01 min 05 s \| \| 2e \| Daniel Willems \| Belgique \| IJsboerke-Warncke Eis \| + 1 min 04 s \| \| 3e \| Francesco Moser \| Italie \| Sanson-Campagnolo \| + 1 min 15 s \| \| 4e \| Sean Kelly \| Irlande \| Splendor-Admiral \| + 1 min 19 s \| \| 5e \| Michel Pollentier \| Belgique \| Splendor-Admiral \| + 1 min 23 s \| \| 6e \| Guido Van Calster \| Belgique \| Splendor-Admiral \| + 1 min 28 s \| \| 7e \| Alfons De Wolf \| Belgique \| Boule d'Or-Studio Casa \| + 2 min 32 s \| \| 8e \| Stefan Mutter \| Suisse \| TI-Raleigh-Creda \| + 2 min 59 s \| \| 9e \| Bert Oosterbosch \| Pays-Bas \| TI-Raleigh-Creda \| + 2 min 59 s \| \| 10e \| Leo van Vliet \| Pays-Bas \| TI-Raleigh-Creda \| + 3 min 11 s \| |                   |          |                        |                  |
| |                   |          |                        |                  |
| Source : Cycling Archives |                   |          |                        |                  |
| Classement général |                   |          |                        |                  |
| Coureur | Coureur           | Pays     | Équipe                 | Temps            |
| 1er | Gerrie Knetemann  | Pays-Bas | TI-Raleigh-Creda       | 19 h 01 min 05 s |
| 2e | Daniel Willems    | Belgique | IJsboerke-Warncke Eis  | + 1 min 04 s     |
| 3e | Francesco Moser   | Italie   | Sanson-Campagnolo      | + 1 min 15 s     |
| 4e | Sean Kelly        | Irlande  | Splendor-Admiral       | + 1 min 19 s     |
| 5e | Michel Pollentier | Belgique | Splendor-Admiral       | + 1 min 23 s     |
| 6e | Guido Van Calster | Belgique | Splendor-Admiral       | + 1 min 28 s     |
| 7e | Alfons De Wolf    | Belgique | Boule d'Or-Studio Casa | + 2 min 32 s     |
| 8e | Stefan Mutter     | Suisse   | TI-Raleigh-Creda       | + 2 min 59 s     |
| 9e | Bert Oosterbosch  | Pays-Bas | TI-Raleigh-Creda       | + 2 min 59 s     |
| 10e | Leo van Vliet     | Pays-Bas | TI-Raleigh-Creda       | + 3 min 11 s     |